# Янг Ділан Тайлера Перрі

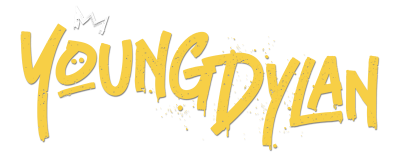

Янг Ділан Тайлера Перрі (англ. Tyler Perry's Young Dylan) — американський комедійний телесеріал, розроблений Тайлером Перрі. Прем'єра серіалу у США відбулася 29 лютого 2020 року на телеканалі Nickelodeon. В Україні прем'єра відбулася 12 червня 2023 року на Nickelodeon Ukraine. Українською мовою серіал озвучено у 2023 році.

## Сюжет
На молоду та благополучну родину Вілсонів чекають серйозні випробування. Майлз і Ясмін — щасливі батьки восьмирічного Чарлі та одинадцятирічної Ребеки. Вони навчають своїх дітей взаємовиручці, гарним манерам, старанності та послуху. Але все змінюється, коли бабуся Віола привозить до них восьмирічного шибеника Ділана. Малюк Ділан — племінник Вілсон, мати якого втекла, залишивши дитину бабусі. Віола переконує подружжя, що з Чарлі та Ребеккою Ділану буде набагато краще, ніж у її будинку в оточенні старих. Волелюбна і за мірками Вілсонів важка дитина з перших днів перетворює їх розмірене життя на безлад. Він вважає себе висхідною реп-зіркою, говорить виключно на сленгу і не відчуває жодної поваги до старших. Але разом з тим хлопчик стає справжнім другом і довгоочікуваним братом для Чарлі, та й іншим членам сім'ї буде чомусь у нього повчитися.

## Головні персонажі
- Янг Ділан (Ділан Гілмер) — починаючий хіп-хоп виконавець.
- Ребека Вілсон (Селіна Сміт) — двоюрідна сестра Ділана та старша сестра Чарлі.
- Чарлі Вілсон (Хіро Хантер) — двоюрідний брат Ділана, молодший брат Ребеки, раніше мав уявного друга.
- Ясмін Вілсон (Міеко Хіллман) — тітка Ділана, мати Чарлі та Ребекки, дружина Майлза.
- Майлз Вілсон (Карл Ентоні Пейн II) — дядько Ділана, батько Чарлі та Ребекки, чоловік Ясмін і син Віоли.
- Віола Вілсон (Алома Леслі Райт) — бабуся Ділана, Чарлі та Ребекки, мати Майлза.